# 위성세포

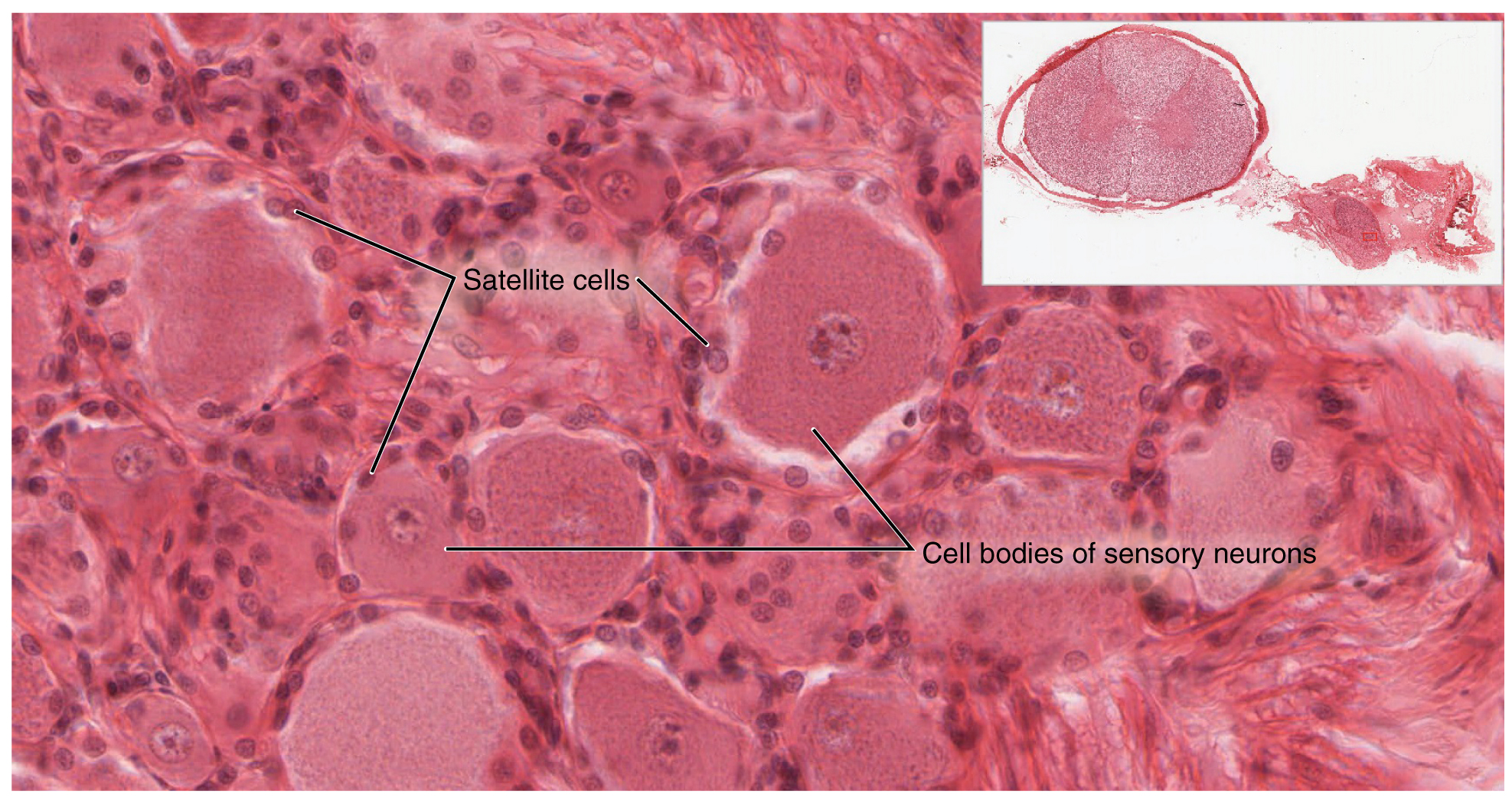

위성세포(Satellite glial cell, SGC)는 말초신경계의 신경절에 있는 신경 세포의 표면을 덮는 신경 아교 세포이다.  감각신경, 교감신경, 부교감 신경의 신경절에 있다.  위성세포와 슈반세포는 신경능선에서 기원한다.  위성세포는 교감신경절의 미세환경을 조절하는 기능등의 다양한 역할을 한다. 위성세포는 중추신경계의 별 아교 세포와 유사한 역할을 한다.